# Neotomodon alstoni
Neotomodon alstoni е вид бозайник от семейство Хомякови (Cricetidae), единствен представител на род Neotomodon.

## Разпространение
Видът е разпространен в Мексико.